# Приветствие

Приветствие киванием головы.

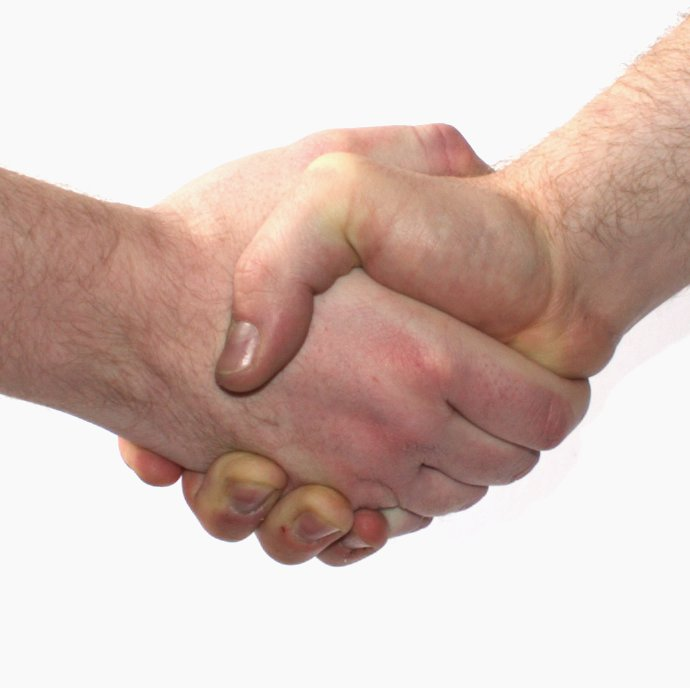
Приветствие рукопожатием.

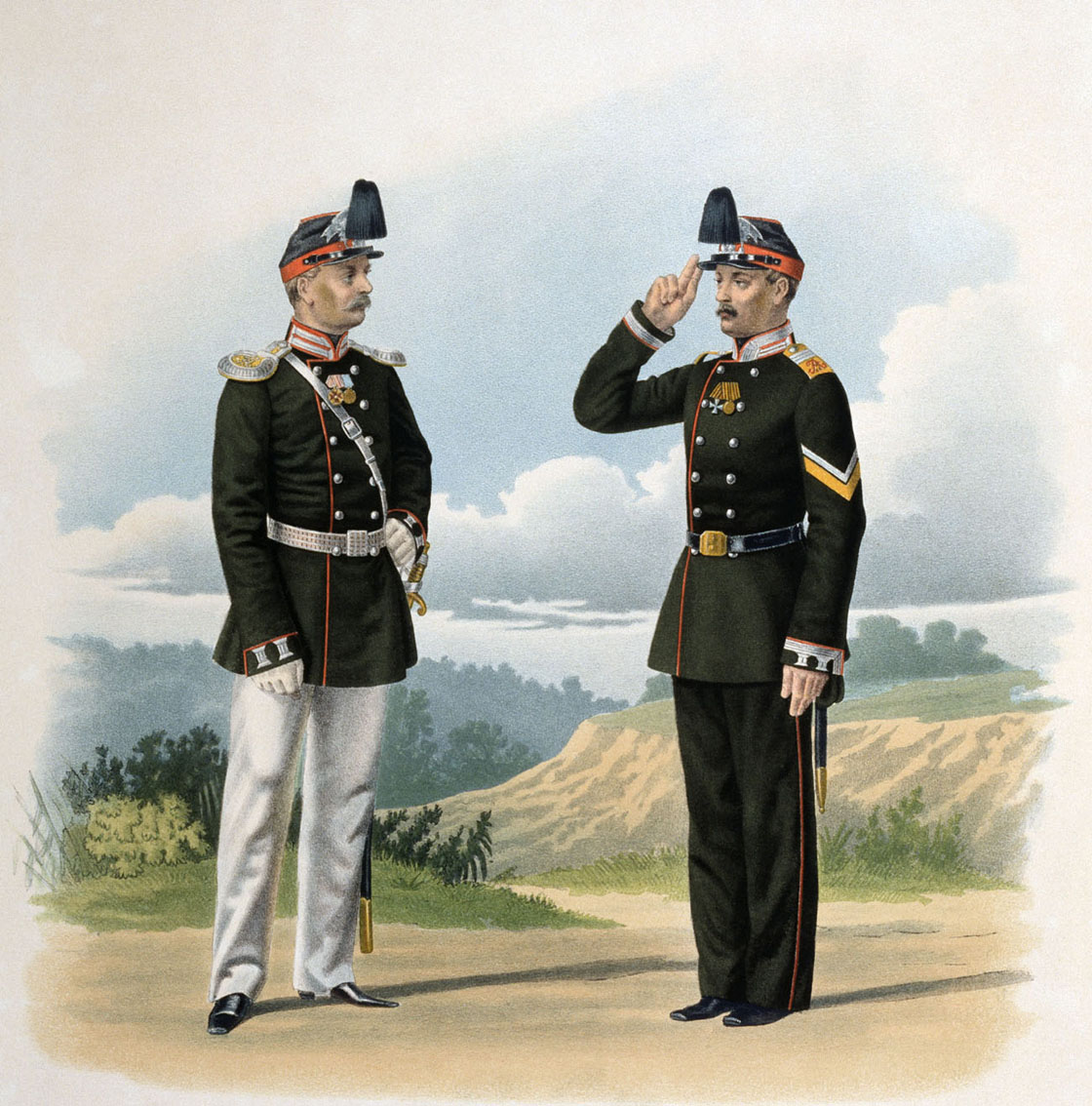
Воинское приветствие, обер-офицера унтер-офицером 13-го гренадерского Эриванского полка, 1863 год.

Приве́тствие — жест, слово, словосочетание, письменное послание (и их совмещение) или иной ритуал для вступления в контакт человека (группы людей) с другим человеком (с группой людей).
В Толковом словаре живого великорусского языка Владимира Даля указано что Приве́тствие стар. приве́тство ср. приветствование или приветливость; самая речь, слова привечающего кого-либо, или привет м. всякое доброе пожелание, благосклонный приём, ласковое, дружелюбное слово при встрече, радушное здравствование. Приветствием демонстрируется отношение к тому человеку, кого приветствуют. Формы приветствия зависят от культуры, времени и моды.
В русском языке существует не меньше пяти способов приветствия которые могут не совпадать и не совпадают с приветствием в других языках.

## Жест
- Рукопожатие
- Объятие
- Реверанс (Книксен)
- Воинское приветствие
- Римский салют
- Нацистское приветствие
- Зогистское приветствие
- Рот Фронт

## Слово
- Здравствуйте!
- Привет!
- Ave!
- Ас-саляму алейкум
- Шалом алейхем
- Алоха
- Мабухай
- Ола!
- Хола!
- Бонжур
- Салют

## Словосочетание
1. Доброе утро! — утреннее приветствие.
2. Добрый день! — дневное приветствие.
3. Добрый вечер! — вечернее приветствие.
4. Добрая ночь! — ночное приветствие.
5. Здравия желаю! — воинское приветствие.
6. Добро пожаловать — своего рода приветствие, предназначенное для того, чтобы познакомить человека с новым местом или ситуацией и заставить его чувствовать себя непринуждённо.